# Kalina Bartnicka
Kalina Hanna Bartnicka, z d. Wojnarska (ur. 3 lipca 1937 w Warszawie) – historyk oświaty i nauki. Zainteresowania badawcze: dzieje uniwersytetów, historia oświaty i nauki polskiej XVIII-XX wieku, zwłaszcza Komisja Edukacji Narodowej i Uniwersytet Wileński w XIX wieku, historia dzieciństwa i rodziny, historia wychowania jako dyscyplina naukowa oraz przedmiot kształcenia.

## Życiorys
Matura (1953) w Liceum Ogólnokształcącym im. Jose Marti w Warszawie. Studia na Uniwersytecie Warszawskim: mgr historii sztuki (1959), mgr historii (1961), dr nauk humanistycznych – Wydział Psychologii Pedagogiki (1970), habilitacja – Instytut Historii Nauki, Oświaty i Techniki PAN (1979), tytuł prof. nauk humanistycznych – IHNOiT (1992).
Profesor w Instytucie Historii Nauki PAN, w latach 2003-2005 dyrektor IHN PAN. W latach 1988–2003 prof. historii wychowania na Wydziale Pedagogicznym UW. Współzałożyciel Wyższej Szkoły Humanistycznej w Pułtusku (1994); profesor i kierownik Katedry Historii Wychowania od 2005 dziekan Wydz, Ped. AH. Członek korespondent Towarzystwa Naukowego Warszawskiego, współzałożyciel Towarzystwa Historii Edukacji, członek Komitetu Historii Nauki PAN. Redaktor „Archiwum Dziejów Oświaty”, z-ca Redaktora Zeszytów Naukowych AH „Artes Liberales”, członek redakcji „Rozpraw z Dziejów Oświaty”, „Kwartalnika Pedagogicznego” i „Kwartalnika Historii Nauki i Techniki”.
W 1956 poślubiła Andrzeja Bartnickiego.

## Książki
1. Polskie szkolnictwo artystyczne na przełomie XVIII i XIX w. (1764-1831) (1971)
2. Wychowanie patriotyczne w szkołach KEN (1973, 2. wyd. 1998)
3. Działalność edukacyjna Jana Śniadeckiego (1980)
4. Zarys historii wychowania (współautorstwo z Ireną Szybiak), 2 wydania (2001, 2006)
5. Historia wychowania. Wiek XX (współautorka), t. I, pod red. J. Miąso (1980, 3. wyd.1985)

## Wydania materiałów źródłowych
1. Raporty generalnych wizytatorów szkół KEN w Wielkim Ks. Litewskim, 1782-1792 (1974, współautor Irena Szybiak)
2. Instrukcje dla wizytatorów generalnych szkół KEN, 1774-1794 (1976, współautor Tadeusz Bieńkowski)
3. Ratio atque institutio studiorum czyli ustawa szkolna Towarzystwa Jezusowego (2000)
4. O wychowaniu młodzieży płci żeńskiej przez Fenelona /…/ dzieło /…/ przez Modesta Watta Kosickiego /…/ na język polski przełożone, 1823 (2009)

## Rozprawy, rozdziały wydawnictw zbiorowych
1. Jedna z koncepcji organizacji szkolnictwa w Wieku Oświecenia w Europie Wschodniej. Okręgi szkolne uniwersyteckie w Polsce i w Rosji 1781-1803-1835, „Kwartalnik Pedagogiczny”, 1982, nr 2-3
2. Le XIXe siècle (razem z R.Dutkową) w: Sonder le passe a la recherche de L’Universite, „CRE-Information”, Genewa 1985, nr 69 (2 ed. Warszawa 1988, w: Universites de Pologne 1364-1982)
3. Programy nauczania w Wileńskim Okręgu Naukowym a szkoła Krzemieniecka, „Kwartalnik Historii Nauki i Techniki”, 1989/3
4. Instytut Profesorski w Dorpacie – instytucja kształcąca profesorów dla rosyjskich uniwersytetów na przełomie lat dwudziestych i trzydziestych XIX w., „Kwartalnik Pedagogiczny”, 1991/2
5. Professorskij Instytut Derptskogo Uniwesiteta i jego polskie uczaszczyjesja, w: Polskije profesora i studenty w uniwersytetach Rossini (XIX-naczalo XX wieka), 1995
6. Dziecko w świetle pamiętników i powieści polskiego Oświecenia, „Rozprawy z Dziejów Oświaty”, 1992 (przedruk w: Studia z dziejów edukacji, 1994)
7. Czym powinien być uniwersytet rosyjski? Sprawy uniwersyteckie w świetle ankiety Ministerstwa Oświecenia Publicznego, „Rozprawy z Dziejów Oświaty”, 1996
8. Stanowisko Uniwersytetu Wileńskiego w sprawie wyjazdów młodzieży na studia zagraniczne w świetle korespondencji Rady Uniwersytetu z kuratorem w latach 1816-1823, „Ars educandi” 1998
9. Absolwenci Uniwersytetu Wileńskiego z lat 1831-1832, „Rozprawy z Dziejów Oświaty”, 2000
10. Samodzielność wychowawcza rodziny ziemiańskiej w pierwszej połowie XIX wieku w zaborze rosyjskim (w świetle pamiętników), w: Wychowanie w rodzinie polskiej od schyłku XVIII do połowy XX wieku, pod red. K. Jakubiaka i A. Winiarza, 2000
11. Michał Pełka Poliński (11784-1848). Kariera akademicka ubogiego szlachcica na Uniwersytecie Wileńskim, „Rozprawy z Dziejów Oświaty”, 2002
12. Reformy uniwersyteckie w okresie oświecenia w Niemczech, w: Religie, edukacja, kultura, pod. Red. M. Surdackiego, 2002
13. Pensja żeńska jako substytut wychowania domowego, w: Nauczanie domowe dzieci polskich od XVIII do XX wieku, pod red. K. Jakubiaka i A. Winiarza, 2004
14. Upadek uniwersytetów we Francji w XVIII w., w: Historia. Społeczeństwo. Wychowanie, pod red. K. Bartnickiej i J. Schiller, 2004
15. Szkolnictwo wyższe w koncepcjach edukacyjnych Stanisława Staszica, „Rozprawy z Dziejów Oświaty”, 2006
16. Między marzeniem a rzeczywistością. Oświata w 1918 roku, w: Salon Niepodległości, 2008
17. Polska Akademia Nauk. Refleksje o jej działalności i znaczeniu dla polskiej nauki, w: Z dziejów oświaty polskiej, pod red. E. Magiery, 2009
18. Przemiany szkolnictwa wyższego w Polsce na przełomie XIX i XX wieku, „Artes Liberales”, 2008
19. Państwo i edukacja w polskich reformach szkolnych w XVIII i XIX wieku, w: Państwo i edukacja, red. J. Kochanowicz, T. Tokarz, 2008
20. Wkład TNW w edukację narodową, w: Towarzystwo Naukowe Warszawskie. Sto lat działalności, pod red. E. Wojnicz-Pawłowskiej i W. Zycha, 2009
21. Wkład Polaków do rozwoju nauk o wychowaniu (współautorka z J. Dybcem), w: Wkład osiągnięć polskiej nauki i techniki do dziedzictwa światowego, red. I. Stasiewicz Jasiukowa, 2009
22. The Polish Contribution to the Science of Education, w: The Contribution of Polish Science end Technology to World Heritage, 2010
23. Warszawska historia wychowania w drugiej połowie XX wieku (współautorka z I. Szybiak), „Annales Universitas Paedagogicae Cracoviensis”, t.77, 2010
24. Zagadnienia edukacji kobiet w pismach społecznych Elizy Orzeszkowej, w: Pamięć wieków kształtuje potomność, red. A.P. Bieś i B. Topij-Stempińska, 2010